# Perimysium
Perimysium is een bindweefselomhulsel dat sets van tien tot honderd individuele spiervezels in bundels groepeert. Het is een fibro-elastisch membraan dat bestaat uit elastine en collageen. Het dient onder meer om de vezels en bundels te beschermen en georganiseerd te houden om de spieractie te versterken.
In spieren vinden we twee soorten bedekkende membranen: het endomysium omringt elke spiervezel die, samen met andere spiervezels, de bundels zal vormen die worden omgeven door het perimysium.